# Arachidonato 8-lipossigenasi
La arachidonato 8-lipossigenasi è un enzima appartenente alla classe delle ossidoreduttasi, che catalizza la seguente reazione:
arachidonato + O2 ⇄ (5Z,9E,11Z,14Z)-(8R)-8-idroperossiicosa-5,9,11,14-tetraenoato
L'enzima deriva dal corallo Pseudoplexaura porosa.